# اعتراضات گلستان هفتم
اعتراضات گلستان هفتم، به مجموعه اعتراض‌های بهمن و اسفندماه ۱۳۹۶ در تهران گفته می‌شود که به درگیری شدید میان نیروهای امنیتی، درویش‌ها و سرکوب خونبار معترضان انجامید. این درگیری‌ها که میان فرماندهی انتظامی، قرارگاه ثارالله سپاه و بسیج با شماری از درویشان گنابادی و حامیان آنها رخ داد به کشته شدن شش تن، اعدام یک درویش و بازداشت صدها درویش مجروح منجر شد. آمریکا سرکوب درویشان در این اعتراضات را بزرگ‌ترین سرکوب اقلیت‌های مذهبی در نظام جمهوری اسلامی دانست، وزارت کشور ایران هم این اعتراضات را یک طراحی خواند که قصد داشته با ایجاد اغتشاش منطقه‌ای دامنه آن را تا سطح ملی گسترش دهند.
به دنبال سرکوب این اعتراضات، ۵۰۰ تن بازداشت و معترضان به زندان‌های قرچک و فشافویه منتقل شدند.
طی دو سال بخش عمدهٔ بازداشت‌شدگان از جمله زنان درویش با گذراندن محکومیت و ۵۰ نفر پس از دو سال با بخشنامه ۱۳۹۸ قوه قضائیه آزاد شدند. بهنام محجوبی، یکی دیگر از معترضان بهمن ۱۳۹۹ بر اثر مسمومیت دارویی در زندان درگذشت.
پس از گذشت پنج سال و یک‌ماه با آزادی کسری نوری، شناخته شده‌ترین چهره درویشان گنابادی، پرونده معترضان بازداشتی این اعتراضات بسته شد.

## ۴ بهمن
این تنش‌ها زمانی آغاز شد که درویشان در اعتراض به ایجاد محدودیت علیه رهبر خود، نورعلی تابنده، در منطقه پاسداران در شمال تهران تجمع کردند.
اولین بار نیروهای امنیتی شامگاه چهارم بهمن ۱۳۹۶ در نزدیکی منزل «نورعلی تابنده» برای استقرار ایست بازرسی در منطقه حاضر شدند.
پس از آن کانال تلگرامی مجذوبان نور یادداشتی از دو حقوق‌دان منتشر کرد که در آن گفته شد نورعلی تابنده در حصر است، نگاه امنیتی بر درویشان سایه انداخته و حقوق بنیادی‌شان نقض شده‌است و با اشاره به شرایط به‌وجود آمده در گلستان هفتم خواستار کاهش التهاب در منطقه شده بودند.

دو روز بعد در ۶ بهمن اخباری مبنی بر بازگشت آرامش به منطقه گلستان هفتم منتشر شد.

## ۱۴ و ۱۵ بهمن
شب ۱۴ بهمن ۱۳۹۶ خبرگزاری نزدیک به درویشان گنابادی این بار با انتشار یک فایل تصویری از صحبت‌های کسری نوری، مدیر این خبرگزاری در منطقه پاسداران از حضور نیروهای امنیتی و سپاهی خبر داد.
ما امیدواریم که مأموران و نهادهای امینتی با خردورزی و قانون مداری سعی کنند همان قانون رایجی که در مملکت هست را رعایت کنند و از تنش آفرینی در گلستان هفتم بپرهیزند.— کسری نوری، ۱۵ بهمن ماه ۱۳۹۶
این حقوقدان در این فایل با دعوت به خردورزی و قانون مداری با همان قانون رایج در کشور خواستار جلوگیری از التهاب بیشتر جامعه درویشی شده و گفته بود: «حقوق جمعی و فردی درویشان و الخصوص حقوق فردی دکتر نورعلی تابنده را این‌ها [نهادهای امنیتی] تضییع کردند.» … «ما هستیم و بر تعدادمان افزوده خواهد شد. وقتی مملکت داری شما ایران را به تباهی کشانده و سیاست‌های خشونت طلبانه شما امنیت را از همگان سلب کرده» … «حق آسایش و امنیت از حقوق بنیادین هر انسانی است، حقی که با اقدامات غیرقانونی نیروهای امنیتی از جامعه درویشان تضییع می‌شود». پس از انتشار این فایل تا صبح همان روز جمعیت زیادی در منطقهٔ پاسداران تجمع کردند و تنش‌هایی به وجود آمد.
این تنش‌ها نهایتاً ظهر روز ۱۵ بهمن منجر به درگیری میان نیروهای امنیتی، لباس شخصی‌ها و درویشان در اطراف منزل نورعلی تابنده شد.
در تصاویر منتشر شده از آن روز تعدادی موتور نیروهای امنیتی بر کف خیابان منتهی گلستان هفتم دیده می‌شود.
کسری نوری در گفتگو با رادیو فردا با تأیید این مطلب گفت یگان‌های موتور سوار با حمله به درویشان و ضرب و شتم آنها موجب التهاب بیشتر در گلستان هفتم شدند که نهایتاً با مقاومت درویشان موتور سواران به‌ناچار محل را ترک کردند.
نهایتاً نورعلی تابنده بیانیه داد و از درویشان خواست منطقه را ترک کنند و فارس نوشت درویشان گنابادی طرفدار تابنده که در پی شایعه دستگیری وی تجمع کرده بودند به تجمع خود پایان دادند، اما تحرکات نیروهای امنیتی، موتورسواران لباس شخصی و حضور درویشان در منطقه ادامه یافت.

## ۱۷ بهمن
تصاویری از تخریب یک خودروی ال نود و ضرب و جرح یک (لباس شخصی/معلم پرورشی مدرسه نزدیک به حداد عادل) در منطقه پاسداران منتشر شد. رسانه‌های حکومت ایران آن را به درویشان گنابادی منتسب کردند.

### اخبار ضد و نقیض دربارهٔ مذاکره
از عصر ۱۵ بهمن ۱۳۹۶ اخباری مبنی بر حضور مقامات امنیتی و پلیس در منطقه و مذاکرات صورت گرفته منتشر شد که به تجمع کنندگان قول داده بودند نیروهای امنیتی حاضر در خیابان پاسداران محل را ترک می‌کنند.
کسری نوری گفت صحبت خاصی با مقامات امنیتی نداشته‌اند و با تکذیب هرگونه تماس و مذاکره با وزارت کشور دولت روحانی به یورونیوز گفت «با کسانی که به قانون احترام نمی‌گذارند» نمی‌توان صحبت کرد.
عبدالرضا رحمانی‌فضلی، وزیر کشور وقت هم مدتی بعد گفت خشونت‌طلبان خیابان پاسداران حاضر به مذاکره نشدند، با تمام برنامه‌ریزی‌ها تلاش شد با صحبت و گفت‌وگو این موضوع حل شود اما اغتشاشگران حاضر به رعایت قانون نشدند.
با این حال پس از سرکوب خونبار معترضان؛ محمدرضا نقدی، مسئول ستاد مشترک سپاه پاسداران مدعی مذاکره شد و با انتقاد از عملکرد وزارت کشور گفت این مذاکرات کار خوبی نبوده‌است و نباید با کسی که معبر می‌بندد و خلاف قانون کاری انجام می‌دهد مماشات می‌شد.
ایران اینترنشنال، دی ۱۴۰۰ و دو سال بعد از درگذشت نورعلی تابنده فایل تصویری از مذاکرات شب ۳۰ بهمن ۱۳۹۶ میان ناجا و تابنده منتشر کرد که در آن توافق می‌شود درویشان و نیروهای امنیتی منطقه را تخلیه کنند و دو خودرو از طرف‌های درگیر در محل باقی بماند که برخلاف توافق؛ معترضان محاصره و سرکوب شدند. تابنده در این فایل از درویشان می‌خواهد در صورت تدوام حضور نیروهای امنیتی در منطقه از خودشان دفاع کنند.

## ۲۸ بهمن

عکس مربوط به چند روز قبل از وقایع گلستان هفتم. از راست کسری نوری و نعمت‌الله ریاحی در خیابان گلستان‌هفتم

۲۸ بهمن ماه حواشی تازه‌ای در حوالی گلستان هفتم رخ داد از جمله دستگیری نعمت‌الله ریاحی یکی از درویشان حاضر در منطقه؛ پلیس اعلام کرد او را به جرم سرقت یک دستگاه پراید بازداشت کرده و درویشان گفتند ریاحی را غیرقانونی دستگیر کردند و جرمی مرتکب نشده‌است.

## ۳۰ بهمن
ظهر روز ۳۰ بهمن نهایتاً درویشان در مقابل کلانتری ۱۰۲ پاسداران تجمع کردند؛ همزمان به گفته یک مأمور به خبرگزاری تسنیم در ساعت یک بعداز ظهر مأموران امنیتی با اعلام آماده‌باش در محل فرماندهی نیروی انتظامی تهران بزرگ اجتماع کردند و پس از انجام مانور ساعت سه بعدازظهر به‌سمت خیابان پاسداران اعزام شدند.
ساعتی بعد بر اساس آنچه در رسانه‌ها از تجمع معترضان منتشر شد یکی از درویشان گنابادی با تهدید یک مقام انتظامی و تعیین اولتیماتوم خیابان را مسدود و درویشان معترض خواستار آزادی بی‌قید و شرط نعمت‌الله ریاحی بودند که این تجمع به درگیری با پلیس و خشونت کشیده شد و تعدادی از درویشان در مقابل این کلانتری دستگیر شدند. (منبع نزدیک به درویشان و وکیل محمد ثلاث ادعا می‌کنند او در اینجا بازداشت شد)
نیروهای امنیتی بلافاصله پس از این درگیری‌ها که با شلیک گلوله همراه بود به سمت گلستان هفتم حرکت کرده و درویشان حاضر در گلستان هفتم را محاصره کردند.
در عصر روز ۳۰ بهمن تنش‌ها میان درویشان گنابادی و نیروهای امنیتی بیشتر شد. پلیس خبر داد یک راننده منتسب به درویشان معترض با اتوبوسی که در آنجا بوده به سوی گروه مأموران امنیتی رانده و ۳ مأمور نیروی انتظامی توسط اتوبوس کشته شدند.

درگیری‌ها پس از آن شدت بیشتری گرفت و در همان ساعات اولیه رسانه‌های داخلی و دولتی ایران نسبت به این اتفاقات واکنش نشان دادند، اصلاح طلبان اعتراضات گلستان هفتم را اغتشاشات خوانند و آن را محکوم کردند و همچنین برخی چهره‌های نزدیک به این حزب (عطاءالله مهاجرانی، عبدالله رمضان زاده، محمدعلی ابطحی) درویشان گنابادی را داعشی نامیدند و دیگر جریانات حکومتی ایران از این مواضع حمایت کردند.

## یک اسفند
بامداد یک اسفند ۱۳۹۶ این درگیری‌ها به اوج خودش رسید. ساعت یک بامداد دویچه وله خبر داد توانسته چند جمله با کسری نوری که در محل درگیری بود صحبت کند. نوری همچنین در یک فایل تصویری گفت: خواسته ما این است که امنیت و آسایش منطقه را نیروهای امنیتی و انتظامی برهم نزنند. حاکمیت می‌تواند با قانون‌مداری و خردورزی این وضعیت را خاتمه بدهد و اگر بدانیم امنیت گلستان هفتم برقرار است قاعدتاً ما هم کاری نخواهیم داشت و منطقه را ترک می‌کنیم.

روزنامهٔ شرق اما ساعاتی بعد از بازداشت حداقل ۲۰۰ نفر در حوالی خیابان پاسداران خبر دادو پس از آن بنابر ادعای رسانه‌های دولتی در ساعت دو نیمه شب یک خودرو پراید مأموران را زیر گرفت، پس از آن هم یک بسیجی توسط برخورد شدید با یک ماشین سمند و همچنین یک بسیجی دیگر بر اساس ضرب و شتم کشته شد.
سحرگاه یک اسفند حضور نیروهای امنیتی در خیابان‌های منتهی به خانه نور علی تابنده قطب درویشان گنابادی، پررنگ‌تر شد و نهایتاً با ضرب و شتم خشونت بار درویشان، شلیک گلوله ساچمه‌ای، سلاح سرد توسط بسیج و استفاده از ماشین آبپاش به این درگیری‌ها که تا ۴ صبح ادامه پیدا کرده بود پایان دادند.
پلیس ایران ادعا کرد که ۳۰۰ نفر در درگیری پلیس و درویشان بازداشت شده‌اند و هیچ زن درویشی بازداشت نشده‌است. رسانه‌های وابسته به درویشان گنابادی اما گفتند نزدیک به ۵۰۰ نفر که در میان آنها ۶۰ زن هم حضور داشتند بازداشت شدند.

در این حوادث بیش از ۱۸۰ درویش مجروح و به بیمارستان‌های تهران منتقل شدند.در بین مجروحان شکوفه یداللهی در اثر ضربات شدید حس بویایی خود را از دست داد و دستکم ۶ نفر از جمله احمد براکوهی و محسن نوروزی بینایی یک چشم خود را در اثر اصابت گلوله ساچمه‌ای از دست دادند.
علاءالدین بروجردی، نماینده مجلس در واکنش به مجروح شدن درویشان با دفاع از آن گفت در دعوا حلوا پخش نمی‌کنند و علی لاریجانی، رئیس وقت مجلس شورای اسلامی ۲ اسفند ۱۳۹۶ در جلسه‌ای غیرعلنی دربارهٔ اتفاقات اعتراضات خیابان پاسداران توضیحاتی ارائه کرد و نمایندگان را در جریان کامل اتفاقات گلستان هفتم در روز گذشته قرار داد.

## دستگیری‌ها
پس از وقایع گلستان هفتم تعدادی از درویشان که شمار آنها نزدیک ۵۰۰ نفر برآورد می‌شود بازداشت، مجروح و روانه بیمارستان‌های مختلف در تهران شدند. در بین بازداشت‌شدگان یک زن باردار به نام لیلی نائب‌زاده همچنین ۶۰ زن درویش دیگر و افراد سرشناسی مانند کسری نوری که قبلاً نیز چندین سال در زندان سپری کرده بود دیده می‌شد. برخی از این افراد به‌صورت خانوادگی در این حوادث دستگیر و زندانی شدند.

### دستگیری خانواده کسری نوری
در واقعه گلستان هفتم کسری نوری به صورت خانوادگی بازداشت و همراه با شکوفه یداللهی، پوریا نوری و امیر نوری مجموعاً به ۲۵ سال حبس محکوم شدند.
| نام           | حکم قضایی         | دادگاه               |
| ------------- | ----------------- | -------------------- |
| کسری نوری     | ۱۲ سال حبس تعزیری | شعبه ۲۶ انقلاب تهران |
| امیر نوری     | ۶ سال حبس تعزیری  | شعبه ۱۵ انقلاب تهران |
| شکوفه یداللهی | ۵ سال حبس تعزیری  | شعبه ۱۵ انقلاب تهران |
| پوریا نوری    | ۲ سال حبس تعزیری  | شعبه ۲۶ انقلاب تهران |

در این حوادث خشونت بار،
جمجمهٔ شکوفه یداللهی در اثر ضربات وارده دچار شکستگی شد و حس بویایی اش را از دست داد، قسمتی از انگشت دست امیر نوری قطع شد، شکستگی گونه و فک و چند دندان پوریا نوری را منجر شد و شکستی شدید از ناحیه سر برای کسری نوری را به دنبال داشت.

### تفهیم اتهام دستگیرشدگان در یک روز
جعفری دولت‌آبادی در معارفه دادستان جدید (علی القاصی مهر) دو سال بعد از اعتراضات درویشان گنابادی با اشاره به کارنامهٔ درخشان دادستانی در دورهٔ او گفت: «برخی باید دوره ما را ببیند برای مثال، در قضیه درویشان در عرض یک روز بازداشت شدگان تعیین تکلیف و ۳۰ قاضی عرض یک روز عهده‌دار موضوع شدند؛ بنابراین اگر کاری شده، با همکاری همه افراد بوده‌است».
این اقدام غیرقانونی در آن زمان در حالی مورد انتقاد فعالان حقوق بشر قرار گرفت که صادق لاریجانی، رئیس وقت قوه قضائیه در صداوسیما از فعالان حقوقی انتقاد کرده و گفته بود بعضی وکلا در ماجرای خیابان پاسداران با آمریکا هم زبان شدند.

## حصر خانگی نورعلی تابنده
از یک اسفند نورعلی تابنده عملاً در نوعی حصر خانگی قرار گرفت.
نورعلی تابنده در یک پیام ویدئویی که در ۱۵ اسفند ۹۶ منتشر شد، به‌طور تلویحی از «حصر خانگی» خود خبر داد و ابراز امیدواری کرد که محدودیت‌های اعمال‌شده در مورد وی و پیروان این سلسله رفع شود.
نورعلی تابنده در تابستان (۱۳۹۸) یکسال و نیم پس از حوادث گلستان هفتم توانست به شهرستان بیدخت، زادگاه خود، سفر کند اما پیروان او گفتند که به درویشان اجازه همراهی با او داده نشد.
نهایتاً تابنده در ۳ دی پس از حدود دو سال حصر خانگی در بیمارستان مهر تهران درگذشت.

## کشته‌ها
۳ مأمور نیروی انتظامی توسط اتوبوس و ۱ بسیجی هم توسط یک ماشین سمند به زیر گرفته‌شده و کشته شدند و ۱ بسیجی دیگر بر اساس ضرب و شتم کشته شده و ۸۰ مأمور نیز زخمی شدند.

### محمد راجی
روز ۱۳ اسفند ۱۳۹۶ محمد راجی، از درویشان بازداشتی هم در حین بازجویی در اثر ضربات وارده در بازداشتگاه جان خود را از دست داد. محمد راجی یکی از درویش‌هایی بود که در این اعتراضات در اول اسفند ماه در خیابان پاسداران تهران بازداشت شد.

### دیدار علی خامنه‌ای با خانواده مأموران کشته شده
علی خامنه‌ای، رهبر جمهوری اسلامی پس از انتشار پیام ویدئویی نورعلی تابنده که در آن از حصر خانگی خود خبر می‌داد با خانواده مأموران امنیتی کشته شده در اعتراضات از جمله نیروی انتظامی و بسیج به صورت جداگانه دیدار و گفتگو کرد و با دفاع از تحرکاتشان در گلستان هفتم یاد آنها را گرامی داشت.

## واکنش داخلی
- علی خامنه‌ای، رهبر جمهوری اسلامی: تبلیغات علیه قوه قضائیه به‌گونه‌ای است که یک قاتل بی‌رحم که در اغتشاشات پاسداران چند جوان حافظ امنیت را به قتل رسانده و در یک فرایند قانونی و منصفانه چند ماهه به جرم وی رسیدگی و محکوم شده‌است، مظلوم جلوه داده می‌شود و قوه قضائیه دلسوز و پیگیر حقوق مظلومین، ظالم و متجاوز معرفی می‌شود.[۷۳]
- حسین رحیمی، رئیس پلیس تهران:[۷۴]پلیس می‌توانست با یک آر پی جی منزل مورد نظر را نابود کند اما با اقتدار و درایت رفتار کرد.[۷۴][۷۵]
- محمدحسین باقری، رئیس ستاد کل نیروهای مسلح جمهوری اسلامی: اجازه تکرار نمایش‌هایی شبیه به حوادث خیابان پاسداران را به آشوبگران نخواهیم داد. شهادت مظلومانه ۵ تن از نیروهای ارزشمند و دلاور انتظامی و بسیج در جنایت وحشیانه جرثومه‌های فساد و [تفاله‌های داعشی درویش‌نما] را به محضر مقام معظم رهبری و فرماندهی کل قوا تبریک و تسلیت عرض می‌نمایم.
- حسین اشتری، فرمانده کل نیروی انتظامی جمهوری اسلامی: در دیدار با آیت‌الله مکارم شیرازی از اعتراضات با عنوان «فتنه» یاد کرد و افزود فتنه درویشان در تهران یک فتنه بزرگ بود ولی به لطف خداوند این فتنه نیز برچیده شد. هرچند شاهد شهادت پرسنل نیروی انتظامی بودیم ولی در نهایت توطئه درویشان افشا و حقانیت نظام بار دیگر به اثبات رسید.[۷۶]
- لیلا حاتمی، بازیگر سینما در جشنواره فیلم برلین:  «مایلم از این فرصت استفاده کنم تا خشم و اندوه عمیق خودم را نسبت به نحوه «برخورد» با تظاهرکنندگان اخیر در ایران را نشان بدهم و این شرم‌آور است که در کشور من، مردم فقط «به بهای» جان خود می‌توانند اعتراض کنند. برای اولین بار هست که من می‌خواهم در مسائل سیاسی دخالت و اظهارنظر کنم.»[۷۷]
- حمید فرخ‌نژاد، بازیگر سینما:دیشب به دلیل اشراف منزلم به گلستان هفتم شاهد درگیری گسترده در این محل بودم، شهادت میدم اگر درایت نیروی انتظامی نبود ماجراجویی آقایان لباس شخصی و عصبانیت درویشان منجر به فاجعه‌ای با تلفات انسانی بالا می‌شد، تشکر می‌کنم از عملکرد عاقلانه و حرفه‌ای نیروی انتظامی و تسلیت میگم به خانواده نیروهای از دست رفته ناجا.[۷۸]
- محمدرضا نقدی، مسئول ستاد مشترک سپاه پاسداران:نورعلی تابنده آمر قتل بسیجی کشته شده‌است. اصلاً مذاکره با درویشان کار خوبی نبود وزارت کشور نباید با کسی که معبر می‌بندد و خلاف قانون کاری انجام می‌دهد مماشات می‌کرد. با جرم آشکار باید سریعاً برخورد می‌کردند و نیازی به این حد از مدارا نبود.[۷۹]
- سید یحیی رحیم‌صفوی، مشاور رهبر جمهوری اسلامی: باید واکنش مقتدرانه نسبت به اغتششاشگران و عاملان حواث خیابان پاسداران نشان داد.
- حسن روحانی، رئیس‌جمهور:برخوردهای خشونت‌آمیز و اهانت به پلیس به هیچ وجه تحمل نمی‌شود. ضمن احترام به همه عقاید و افکار و پذیرش تنوع فکری و فرهنگی، رفتارهای خشونت‌آمیز از طرف هر گروهی را به شدت محکوم می‌کنیم.
- محمدجعفر منتظری، دادستان کل کشور: عده‌ای از عناصر که خودشان را وابسته به گروهی از درویشان می‌دانستند در حقیقت افرادی بودند که از این پوشش استفاده کرده و در یک حرکت بسیار ناهنجار اغتشاشاتی ایجاد کرده بودند.
- عبدالرضا رحمانی فضلی، وزیر کشور وقت ایران: به هیچ وجه حوادث خیابان پاسداران را به درویشان گنابادی منتسب نمی‌دانیم.[۸۰]
- محمدعلی موحدکرمانی، امام جمعه موقت تهران:از دستگاه قضایی می‌خواهیم با این جنایتکاران که مرتکب قتل و متعرض به خانه‌ها، مغازه‌ها و ماشین‌های مردم شدند به شدت و قاطعیت برخورد نمایند.[۸۱]
- جامعه مدرسین حوزه علمیه قم: جامعه مدرسین از نیروهای امنیتی و انتظامی، دستگاه‌های قضایی و تمام نهادهای مسئول می‌خواهد با در اولویت قراردادن رسیدگی به این جنایت، قاطعانه با مجرمین و آشوب‌طلبان برخورد کند.[۸۱]
- محسن اراکی، عضو مجلس خبرگان رهبری:سرکرده این گروه درویشان اغتشاشگر، بعد از اینکه اغتشاش انجام گرفت و این جنایت بزرگِ کشتن شهدای مظلوم نیروی انتظامی و این بسیجیان مظلوم انجام می‌گیرد تازه از کسانی که این کار را مرتکب شده‌اند اعلام برائت می‌کند، امیدوار هستیم که مسئولان همت کرده و با محاکمه رئیس این تشکیلات امنیت کشور را تأمین کنند.[۸۲]
- جواد کریمی قدوسی، عضو کمیسیون امنیت ملی مجلس:  افرادی که در چند روز اخیر به تخریب اموال عمومی دست زده‌اند دسته ای جداشده از درویشان گنابادی هستند و رهبری نورعلی تابنده را قبول ندارند و کسری نوری و حمید برازی رهبران فرقه جدید درویشان افراطی بودند.[۸۳]
- ابوالفضل حسن بیگی، عضو کمیسیون امنیت ملی مجلس:  در ارتباط با به حضور برخی افراد مسلح در تجمعات درویشان؛ این افراد اشخاصی افراطی جداشده از درویشان گنابادی هستند که خود آقای نورعلی تابنده نیز در یک هفته گذشته بارها اعلام کرده بود گروهی که با انواع سلاح سرد در اطراف خانه او حضور دارند منتسب به وی نیستند و از آنها خواسته بود که هر چه سریع‌تر به شهرستان محل زندگی خود بازگردند.[۸۴]
- نادر قاضی‌پور نماینده مجلس یازدهم:وزیر کشور در مورد حادثه گلستان هفتم استعفا دهد، آقای روحانی دربارهٔ حقوق شهروندی حرف می‌زند اما دربارهٔ موضوع مهمی که جان مردم را به خطر انداخته و شهدایی تقدیم نظام کرده حرفی نمی‌زند. دولت کجاست؟ اگر نمی‌تواند این موضوع را جمع کند بهتر است وزیر کشور استعفا دهد و از مردم عذرخواهی کند.[۸۵]
- علی مطهری، نایب رئیس سابق مجلس:درویشان از نظر فکری مشکلاتی با جمهوری اسلامی ایران دارند اما در اتفاق اخیر از رأفت بیش از حد پلیس و بسیج سوء استفاده کردند. اگر گروهی بخواهند خیابانی را ببندند باید با آنها برخورد شود و باید بیش از این با دارویش برخورد می‌شد و متأسفانه شورای تأمین و وزارت کشور به خوبی نتوانست با دارویش برخورد کند.[۸۶]

### بیانیه نورعلی تابنده
نورعلی تابنده، قطب درویشان گنابادی در ۲ اسفندماه ۱۳۹۶ طی بیانیه‌ای خواستار برخورد با عوامل خشونت اعم از کسانی که به نام درویشی در این واقعه دخالت داشتند مطابق قانون و عدالت گردید
 بارها درویشان گنابادی اعلام و به متصدیان امور گوشزد کرده‌اند؛ درویشی، مکتب معرفت و عشق و محبت و آیین برادری، برابری و صلح کل و بیزار از دخالت در سیاست اخلاق‌گریز و قانون ستیز است. درویشی از آن‌رو که برای مقام آدمیت تقدس قائل است، رفتار خشونت‌آمیز و ستم و تعدی به حقوق انسانی احدی را قابل قبول نمی‌داند و ظلم حکومت‌ها و صاحبان قدرت علیه مردم، خصوصاً به دلیل تفکر و اعتقادات‌شان را نشانه جهل و بی‌خبری می‌داند. درویشان بر این اعتقادند که قبول ستم، مشوق ستمگر و همراهی با اوست، و دفاع از حقوق الهی و انسانی خویش و دیگران؛ امری فطری، وجدانی و عقلانی است.
متأسفانه در ادامهٔ تضییع حقوق شهروندی درویشان طریق نعمت‌الهی گنابادی در سال‌های اخیر؛ در روزهای گذشته تعداد زیادی از برادران ایمانی ما در شهرهای تهران، شیراز و خرم‌آباد در اقدامی هماهنگ و همزمان توسط مأمورین امنیتی و انتظامی دستگیر و روانه زندان شدند.

پس از این واقعهٔ تاسف‌انگیز، در حرکتی خودجوش و مستقل و فارغ از گرایش‌های سیاسی در راستای وظایف انسانی و ایمانی، کمیته رسیدگی به وضعیت درویشان زندانی، برای همدلی و همراهی با برادران غیور دربند و حمایت و همچنین اطلاع‌رسانی شفاف، تشکیل شد.
اهم اهداف این کمیته:
- حمایت و معاضدت‌های حقوقی و قانونی از درویشان
- رسیدگی به وضعیت درویشان مصدوم و در حبس
- انتشار اخبار و اطلاعات مربوط به زندانیان و خانواده‌های آن‌ها

### بیانیه ۲۰۱ نماینده مجلس شورای اسلامی
در ایام سوگواری فاطمه زهرا (س) گروهی آشوبگر و مخل نظم و امنیت در خیابان پاسداران غائلهای به پا نموده و به تخریب اموال مردم پرداخته و ۳ تن از دلاورمردان جان بر کف نیروی انتظامی جمهوری اسلامی ایران و ۲ تن از بسیجیان عزیز را مظلومانه به [شهادت] رساندند.

ما نمایندگان مجلس شورای اسلامی ضمن محکوم نمودن اقدامات غیرانسانی و وحشیانه این گروه آشوبگر، از صبر هوشمندانه و اقدامات مدبرانه توأم با صلابت و اقتدار پلیس تجلیل نموده و خواستار تسریع قاطعیت دستگاه قضا با آشوبگران و قانون شکنان و منافیان نظم و امنیت می‌باشیم. ضمن ادای احترام به شهدای عزیز نیروی انتظامی جمهوری اسلامی ایران و بسیج مستضعفان، علو درجات را برای آنان و صبر جزیل برای خانواده داغداران این عزیزان از خداوند منان آرزومندیم.

### حمله شدید امامان جمعه به معترضان
پس از حمله امام جمعه تهران، احمد علم الهدی، امام جمعه مشهد، درویشان را «جاسوس دشمن» خواند و درگیری‌های این گروه و نیروی انتظامی را «برنامه‌ریزی آمریکا و انگلیس» دانست و افزود: «مسئله درویشی و درویش بازی یک اندیشه نیست و هیچ کجایش عرفان نیست.. دکانی است که دشمن درست کرده‌است».
امامان جمعه اصفهان، قم، شیراز و تعدادی از دیگر شهرها نیز سخنانی را علیه درویشان معترض بیان کردند.
همزمان نورعلی تابنده، قطب درویشان گنابادی، ۴ اسفند ۱۳۹۶ هواداران خود را به آرامش دعوت کرد اما حملات شدید نزدیکان رهبر جمهوری اسلامی به درویشان ادامه یافت.

### تهیه سریال دربارهٔ گلستان هفتم توسط عوامل گاندو
دو سال پس از اعتراضات گلستان هفتم مادر یکی از مأموران کشته شده در پیامی به تهیه‌کننده سریال گاندو عنوان کرد انتظار آن دارم تا در آینده نزدیک به مردم بگویید چه عواملی دست به دست هم دادند تا جوان انقلابی را در قلب تهران ارباً اربا کردند.

## واکنش خارجی
- مایک پمپئو وزیر خارجه آمریکا: «ما نگران سلامتی نورعلی تابنده، قطب درویشان گنابادی، هستیم که ماه‌هاست در ایران بدون دسترسی به مراقبت‌های پزشکی، در حبس خانگی است. ما از ایران می‌خواهیم که به او آزادی رفت‌وآمد بدهد.»[۹۱]
- سم براونبک، سفیر ایالات متحده در امور آزادی بین‌المللی مذهبی: پس از درگذشت غم‌انگیز دکتر نور علی تابنده، ما از نزدیک رفتار رژیم ایران را با درویشان گنابادی نظاره می‌کنیم. مسئولین باید افرادی را که ناعادلانه بازداشت شده‌اند آزاد کنند و به جامعه‌شان اجازه انتخاب رهبرانشان را بدون دخالت رژیم بدهند.[۹۲]
- بربل کوفلر، مسئول سیاست خارجه آلمان:من نگران وضعیت درویشان گنابادی بازداشت‌شده در جریان اعتراضات و افزایش خشونت‌ها هستم، زندانی کردن و آزار دادن افراد به دلیل تعلق به سلسله درویشان گنابادی قابل پذیرش نیست:[۹۳]
- سازمان بین‌المللی آزادی بیان IFEX یک روز بعد از حمله خونین به گلستان هفتم از وضعیت سلامت درویشان ابراز نگرانی کرد و گفت:این سازمان نبود شفافیت و عدم پاسخگویی مسوولان قضایی دربارهٔ بازداشت، سلامت و چرایی بستری شدن درویشان گنابادی به‌ویژه کسری نوری در بیمارستان را غیرقابل پذیرش دانست.[۹۴]
- دیده‌بان حقوق بشر:جمهوری اسلامی متهم به نقض حقوق اولیه بیش از ۲۰۰ درویش زندانی در ایران بوده و «محاکمه ناعادلانه» این افراد از جمله بزرگ‌ترین سرکوب‌های اقلیت‌های دینی در ایران است.[۹۵]
- وزارت خارجه آمریکا با اشاره به سرکوب منتقدان و معترضان در ایران، به اعدام محمد ثلاث، درویش گنابادی نیز اشاره کرد و دادگاه او را «مسخره» نامید و گفت آقای ثلاث به وکیل خود دسترسی نداشت.درویشان مانند بهائیان و سایر ادیان و باورها در ایران سرکوب می‌شوند و بیم آن دارند که هر نیایششان، آخرین نیایش آنها باشد.[۹۶]
- سازمان جهانی پاسداشت حقوق بشر دسامبر ۲۰۲۱ در نامه‌ای به جوزپ بورل از او خواست در مذاکرات با ایران موضوع درویشان زندانی هم مطرح شود.[۹۷][۹۸][۹۹][۱۰۰][۱۰۱]

## دادگاه‌ها و احکام صادره
دادگاه انقلاب تهران در دو شعبه ۱۵ و ۲۶ به پرونده بازداشت شدگان گلستان هفتم رسیدگی کرد. رئیس وقت دادگاه‌های انقلاب تعداد متهمان پرونده گلستان هفتم را ۳۵۰ نفر اعلام کرده بود که برای این افراد احکام حبس، شلاق و تبعید صادر شد.
۴۱ نفر از مردان و زنان درویش با غیرقانونی دانستن روند قضایی رسیدگی در دادگاه شرکت نکردند و احکام آنها به‌صورت غیابی صادر گردید.

در بین متهمان، محمد ثلاث به اعدام محکوم شد، مصطفی عبدی به ۲۶ سال حبس، کسری نوری و محمد شریفی مقدم هر کدام به ۱۲ سال حبس محکوم شدند که با اعمال ماده ۱۳۴ مجازت اسلامی برای هر سه نفر هفت سال و شش ماه آن اجرایی شد. دیگر بازداشت شدگان از جمله زنان درویش هم به حبس‌های ۵ سال یا کمتر محکوم شدند.
بر اساس اطلاعات قابل دستیابی هرانا، ۲۰۲ تن از بازداشتی‌ها توسط دادگاه انقلاب در مجموع به ۱ اعدام، ۱۰۸۰ سال حبس محکوم شدند و از سرنوشت و جزئیات میزان محکومیت پرونده ۱۸۰ تن دیگر اطلاعی در دست نیست.
بهنام محجوبی یکی دیگر از بازداشت شدگان بود که بهمن‌ماه ۱۳۹۹ در بیمارستان لقمان بر اثر مسمومیت دارویی به طرز مشکوکی درگذشت. او با قرار وثیقه آزاد بود در دادگاه انقلاب تهران به ۲ سال حبس تعزیری محکوم و محکومیتش خردادماه ۱۳۹۹ اجرایی و بازداشت شد.

### محاکمه و اعدام محمد ثلاث
کیفرخواست پرونده ثلاث در ۴۸ ساعت صادر و در سه جلسه به پروندهٔ او رسیدگی شد.دادستان وقت تهران گفته بود محمد ثلاث به قتل مأمورین اعتراف کرده‌است. فرمانده نیروی انتظامی تهران هم پیش از این اعلام کرده بودکه او قبل از پایان سال ۹۶ اعدام خواهد شد.
جلسه دادگاه محمد ثلاث قرار بود مستقیماً از صداوسیما پخش شود، اما پس از مدتی به یکباره قطع شد.دادستانی محمد ثلاث را به «حمله سازماندهی شده» مأموران انتظامی متهم کرده بود و داشتن گواهینامهٔ پایه یک را دلیلی بر رانندهٔ اتوبوس بودن او مطرح کرد و گفت در میان تمامی متهمان فقط او چنین گواهینامه‌ای داشته‌است.
پرونده ثلاث با ابهامات زیادی همراه بود. و نهایتاً او به حکم دادگاه به سه مرتبه اعدام محکوم و در ۲۸ خرداد ۱۳۹۷ در زندان رجایی‌شهر اعدام شد. زینب طاهری وکیل ثلاث در توییتر نوشت که موکلش بدون اجازه خانواده اش در قبرستان دارالسلام بروجرد دفن شده و مراسم خاکسپاری موکلش با حضور ۲۰۰ مأمور ضدشورش برگزار شده‌است.

## آزادی زندانیان
بعد گذشت دو سال از اعتراض‌های گلستان هفتم و نزدیک به دو ماه از درگذشت نورعلی تابنده؛ قوه قضاییه اعلام کرد رهبر جمهوری اسلامی با عفو نوروزی شماری از زندانیان امنیتی و سیاسی موافقت کرده‌است.
یک فروردین ۱۳۹۹ ایرنا از آزادی امیر نوری و ۱۷ درویش گنابادی در پی صدور فرمان عفو نوروزی از سوی علی خامنه ای خبر داد، پس از آن هم تا اواخر فروردین ماه لیست ۴۸ نفره از درویشان زندانی در خبرگزاری منتسب به آنها منتشر شد که نشان می‌داد مشمول عفو شدند.
پس از پنج سال کسری نوری و مصطفی عبدی هم از زندان آزاد شدند.
تبعید ۳۴ نفر پس از آزادی
۳۴ درویش گنابادی که بیش از ۲ سال زندان بودند پس از اعلام عفو، در روزهای پایانی اسفند ۹۸ از زندان آزاد و جهت اجرای حکم تبعید ۲ ساله‌شان راهی شهرهایی دور از محل زندگی، در اقصی نقاط کشور از بوشهر تا کرمان و از سیستان و بلوچستان تا خراسان شده بودند.
درویش تبعیدی، سعید دوراندیش در این باره گفته بود نهاد امنیتی پشت همه تصمیم‌ها در دادگاه و دادسراست.
- امیر نوری (حقوقدان):«از منظر حقوقی با توجه به اینکه مجازات اصلی این افراد که همان حبس بوده، مشمول عفو شده‌است، اجرای مجازات تکمیلی یا همان تبعید، نه قانونی است و نه منطقی. حتی به عرف جامعه هم رجوع کنیم اجرای این تبعید قابل پذیرش نیست.[۱۳۱]»— یورونیوز

چندی بعد مجازات تکمیلی و تبعید این افراد مشمول عفو رهبر جمهوری اسلامی شد.